# Theretra silhetensis
Espèce
Theretra silhetensis est une espèce d'insectes lépidoptères de la famille des Sphingidae, de la sous-famille des Macroglossinae, de la tribu des Macroglossini, de la sous-tribu des Choerocampina et du genre Theretra.

## Description
Imago
L' envergure varie de 60 à 72 mm. Il se distingue de Theretra oldenlandiae par sa couleur beaucoup plus pâle et sa ligne blanche au centre de l'abdomen. La partie antérieure a une ligne argentée au-delà de la bande brune oblique. Les autres parties sont ocre.
Les chenilles
Les chenilles sont extrêmement variables, du jaune vert au vert en passant par le noir brun ou grisâtre.  Mais la couleur de chenille que l'on trouve généralement est le vert avec une région dorsale brun rougeâtre. Il existe une ligne plus pâle sous-dorsale avec des ocelles de taille égale allant du 4e au 10e somites au centre vert. La corne est également brun rougeâtre

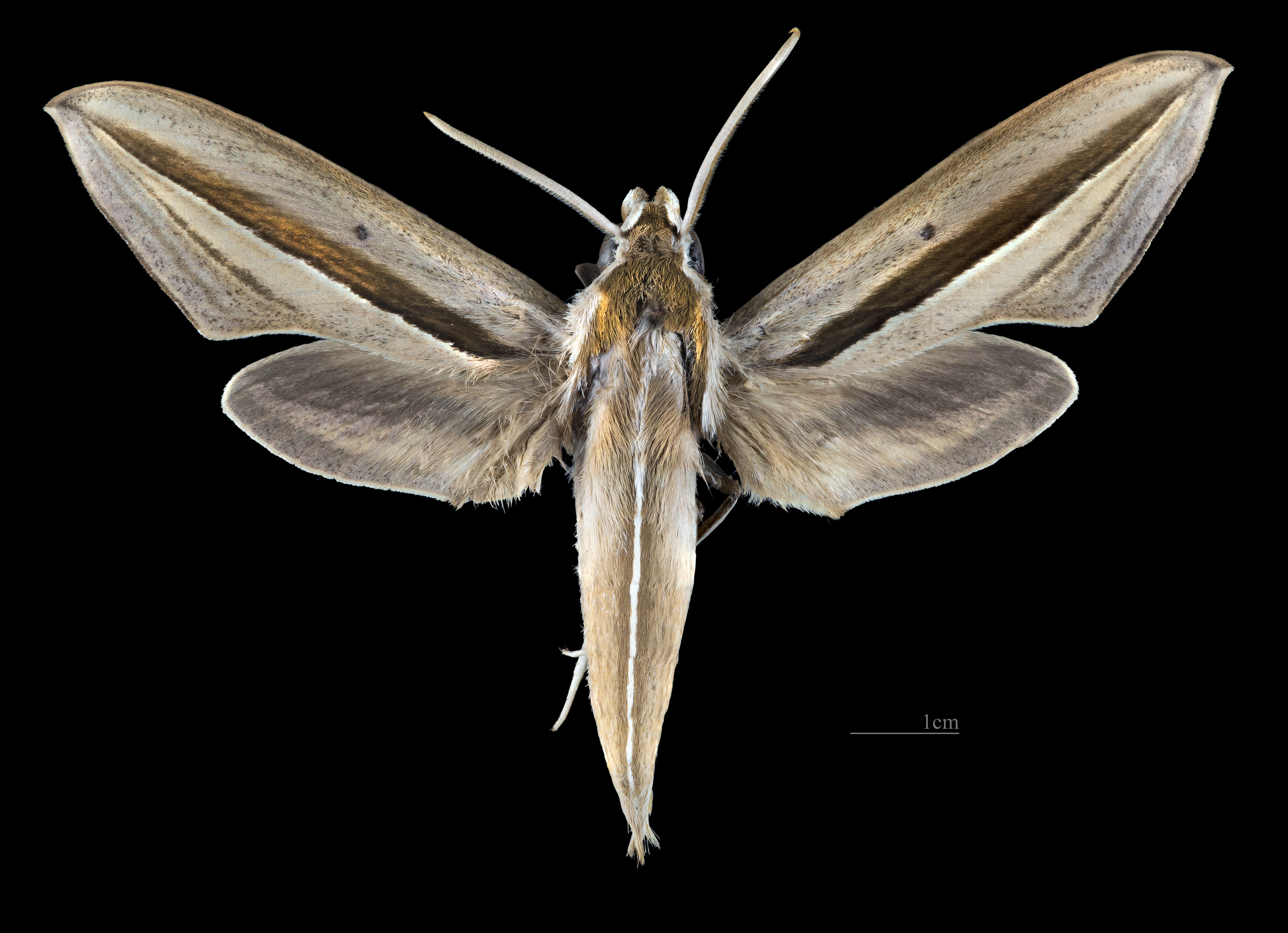
Avers du mâle (coll.MHNT)
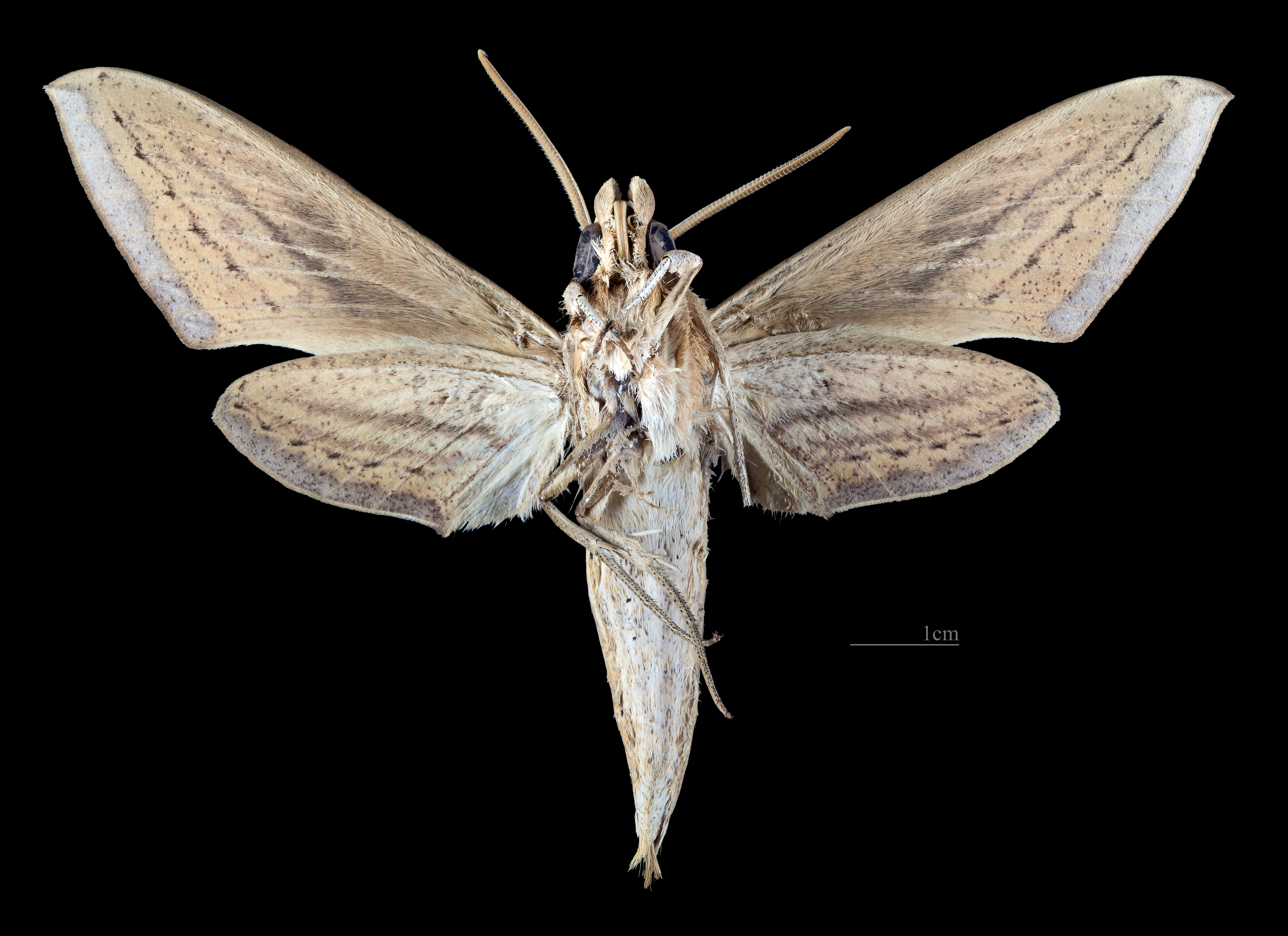
Revers du mâle (coll.MHNT)
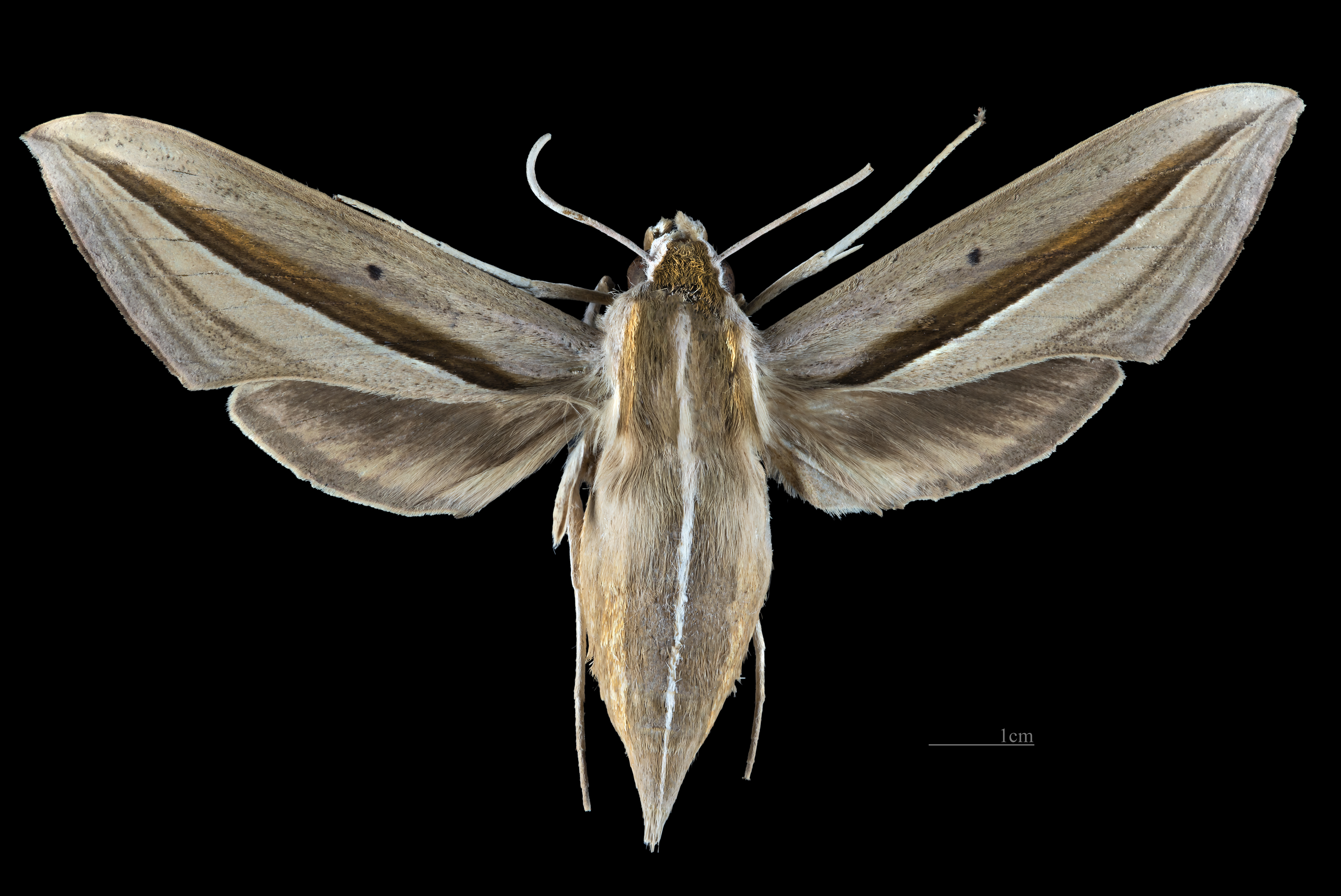
Avers de la femelle (coll.MHNT)
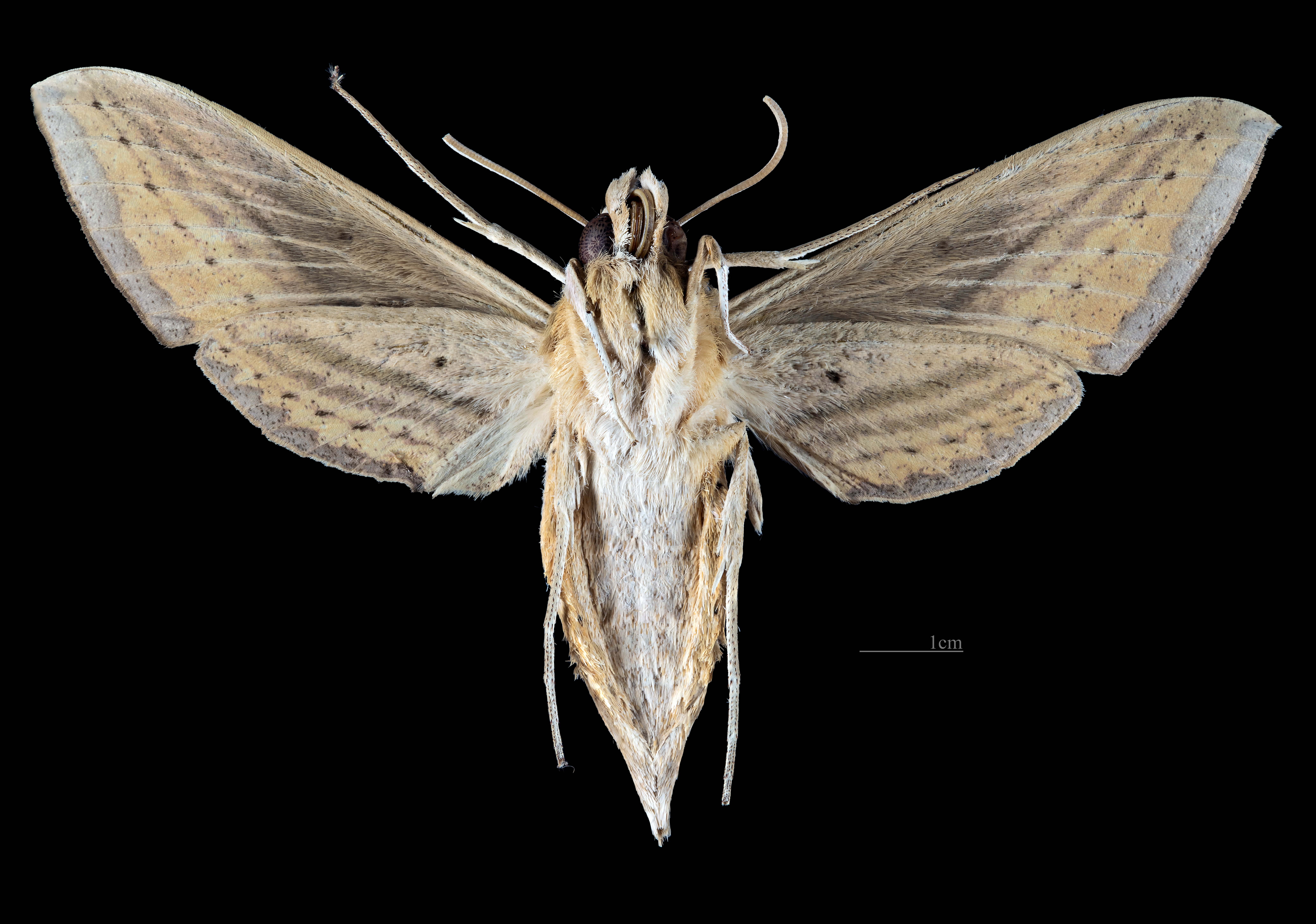
Revers de la femelle (coll.MHNT)
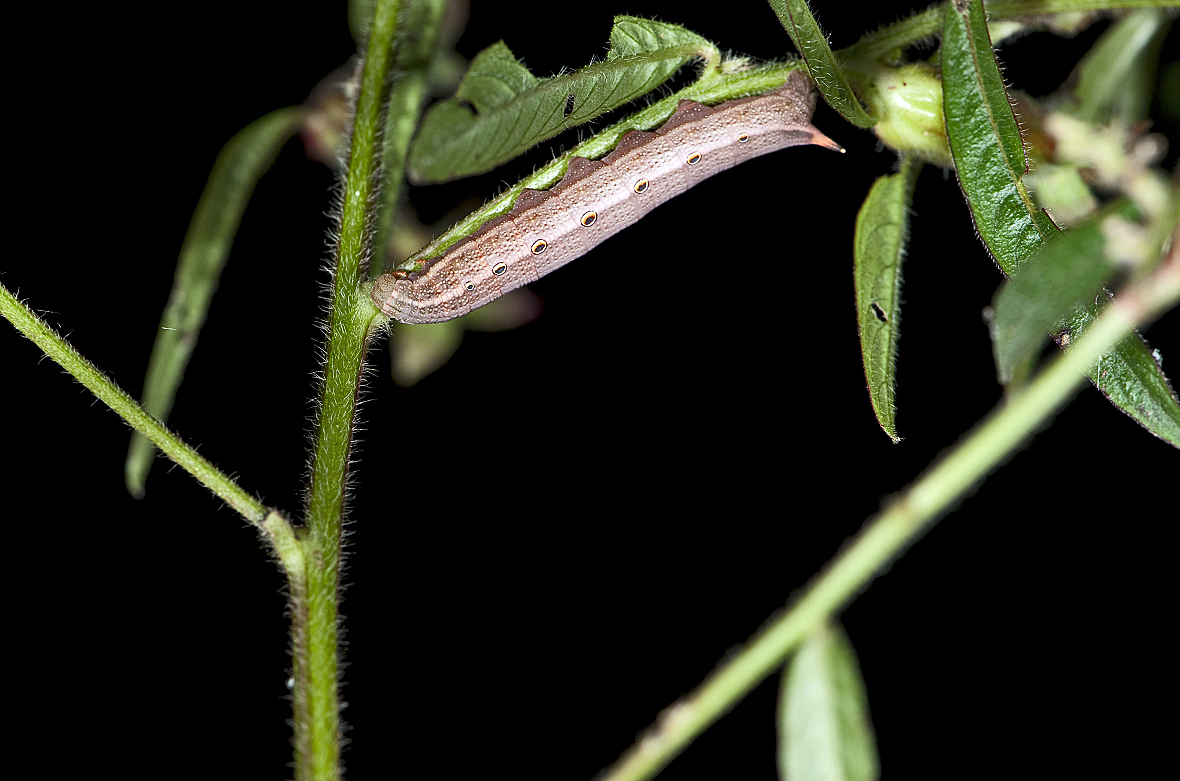
Chenille

## Répartition
L’espèce est connue dans le sud-est asiatique.

## Biologie
Les chenilles se nourrissent sur les espèces des genres Colocasia Ludwigia dans le sud de la Chine, de Colocasia esculenta au Japon,  Ludwigia repens et de Boerhavia en Inde et de nombreuses autres plantes hôtes, notamment Arum, Caladium, Pistia, Kochia, Ipomoea, Boerhavia, Rosa et Trapa.

## Systématique
- L'espèce Theretra silhetensis a été décrite par l’entomologiste britannique Francis Walker en 1856[1] sous le nom initial de Chaerocampa silhetensis.

### Synonymie
- Chaerocampa silhetensis Walker, 1856 protonyme
- Chaerocampa silhetensis Schaufuss, 1870
- Chaerocampa bisecta Moore, 1858
- Chaerocampa silhetensis intersecta Butler, 1876
- Theretra silhetensis aquila Lachlan & Moulds, 1996

### Liste des sous-espèces
- Theretra silhetensis silhetensis (Sri Lanka et Inde du Sud, population isolée. Inde du Nord, Népal, Bangladesh, Myanmar, Îles Andaman, Thaïlande, Est et Sud de la Chine, Taïwan, Centre et Sud du Japon, Malaisie (Peninsular, Sarawak), Indonésie ( Sumatra, Java, Kalimantan) et au Vietnam)
- Theretra silhetensis intersecta (Butler, 1876) (Aux Philippines au sud en passant par l'est de l'Indonésie jusqu'aux îles Salomon et à l'est de l'Australie)